# Bundesärzteordnung
Die Bundesärzteordnung ist ein deutsches Bundesgesetz, das den Arztberuf regelt. 
Es regelt beispielsweise die Voraussetzungen für die Erteilung einer Approbation als Mediziner. Auch der Entzug bzw. das Ruhen der Approbation in bestimmten Fällen ist durch sie geregelt. Aufgrund der Bundesärzteordnung wurde auch die Approbationsordnung für Ärzte erlassen. Des Weiteren regelt sie teilweise das Verfahren zur Zulassung ausländischer Ärzte in Deutschland.